# Acetotartrato de aluminio
El acetotartrato de aluminio (o ALSOL) es un ácido orgánico, astringente y desinfectante. Es la sal de aluminio del ácido acético y del ácido tartárico. 

## Apariencia
El acetotartrato de aluminio se presenta en forma de cristales incoloros o amarillentos, muy solubles en agua pero muy lentamente e insolubles en alcohol y éter. 

## Aplicaciones
El acetotartrato de aluminio se emplea en soluciones al 0,5-2% como ducha nasal en afecciones del tracto respiratorio, en soluciones al 1-3% como sustituto de una solución de acetato de aluminio, en solución concentrada como loción en congelaciones y balanitis, y como rapé con ácido bórico en rinitis atrófica. También se utiliza como crema ungüento vulnerario antiséptico.